# 圣利斯洛
圣利斯洛（匈牙利語：Szentliszló）是匈牙利佐洛州所辖的一个村，总面积6.89平方公里，总人口313，人口密度45.4人/平方公里（2010年1月1日）。